# Aeródromo San Fernando
El Aeródromo San Fernando (OACI: SCSD) es un terminal aéreo ubicado junto a la ciudad de San Fernando, Provincia de Colchagua, Región del Libertador General Bernardo O'Higgins, Chile. Es de propiedad privada.
El 13 de agosto de 1942, Don Carlos Ausset San Martín donó los terrenos en que actualmente se encuentra el Club Aéreo de San Fernando. Desde esa fecha el club se ha mantenido vivo y en constante funcionamiento. En 2005 se pavimentó la pista de aterrizaje, en 2012 la DGAC instaló cámaras meteorológicas. En 2015 el club remodeló su estación de distribución de combustible, complementando la clásica AVGAS LL 100 con JET A-1.